# Pilea capitellata
Pilea capitellata är en nässelväxtart som beskrevs av Hugh Algernon Weddell. Pilea capitellata ingår i släktet pileor, och familjen nässelväxter. Inga underarter finns listade i Catalogue of Life.